# Café de la Nouvelle Athènes
Café de la Nouvelle Athènes – dawna kawiarnia przy Placu Pigalle w Paryżu.
Nazwa kawiarni pochodziła od fragmentu IX Dzielnicy Paryża o nazwie „Nowe Ateny”, której architekturę neoklasycznych budowli powstałych w latach 1819–1820 inspirowała sztuka grecka.
Na przełomie XIX i XX wieku było to miejsce spotkań malarzy impresjonistów, w tym Matisse’a, Van Gogha i Degasa.
Początkowo ulubionym miejscem przesiadywania artystów była Café Guerbois, jednak ok. 1878 roku przeniesiono się do „Nowych Aten”, gdyż kawiarnia miała wychodzący na Plac Pigalle zadaszony taras, z którego można było obserwować przechodniów. W każdy poniedziałek artyści wybierali modele do swych obrazów, siedząc na tarasie kawiarni.
Wnętrze kawiarni posłużyło kilku artystom z tego kręgu za temat obrazów, m.in. Degas namalował Absynt, Edouard Manet – Śliwkę, Jean-Louis Forain – rysunek Le Café de la Nouvelle-Athènes.
Nad kawiarnią mieszkał od 1896 roku i miał swoje studio fotograf Paul Sescau, przyjaciel Toulouse-Lautreca.
Innym znanym bywalcem był francuski kompozytor Erik Satie, który grał na fortepianie w kawiarni oraz został tamże przedstawiony piętnastoletniemu Maurice’owi Ravelowi przez jego ojca.
W latach 20. XX w. mieścił się tu klub jazzowy Ady Smith Chez Bricktop w którym występowali: Josephine Baker, Duke Ellington, Cole Porter, a bywali Francis Scott Fitzgerald i Zelda Fitzgerald, Ernest Hemingway oraz T.S. Eliot.
W latach 40. i 50. XX wieku pod nazwą Sfinks funkcjonował tu klub nocny. Był to klub striptizu uczęszczany w czasie wojny przez nazistów, a później przez żołnierzy armii amerykańskiej. W latach 80. i 90. XX wieku działał od strony Rue Pigalle 66 klub rockowy New Moon – miejsce koncertów rockowych takich muzyków, jak Mano Negra, Manu Chao, Iggy Pop, Noir Désir, Calvin Russell, Beastie Boys, Ramones, Vizirettes, Massilia Sound System, The Naked Apes of Reason, Les Wampas, French Lovers.
Dyskoteka Le Temple była ostatnim funkcjonującym lokalem przed zburzeniem budynku w 2004 roku.
Na tym miejscu znajduje się nowy budynek mieszczący sklep ze zdrową żywnością na parterze i taras na piętrze.